# Pośrednie Widłowe Siodło
Pośrednie Widłowe Siodło (słow. Prostredné Vidlové sedlo, ok. 2130 m) – przełączka w południowo-zachodniej grani Młynarza (główna grań Młynarza) w słowackich Tatrach Wysokich. Znajduje się pomiędzy Widłową Kopką (ok. 2125 m) a Wyżnią Widłową Turnią (ok. 2130 m). Północno-zachodnie stoki opadają stromym piarżysto-trawiastym zboczem do Doliny Żabiej Białczańskiej. Na południe do Doliny Ciężkiej z przełęczy opada wąski i trawiasty żleb będący odnogą Widłowego Żlebu. Uchodzi do niego w Młynarzowym Kotle.
Nazwę przełęczy utworzył Władysław Cywiński. Przez przełęcz prowadzi droga wspinaczkowa.